# Iglesia de El Salvador (Pasarón de la Vera)
La iglesia de El Salvador es la principal iglesia parroquial del municipio español de Pasarón de la Vera en la provincia de Cáceres. El edificio, cuya construcción se inició en el siglo XVI, cuenta con el estatus de bien de interés cultural.

## Descripción histórico-artística

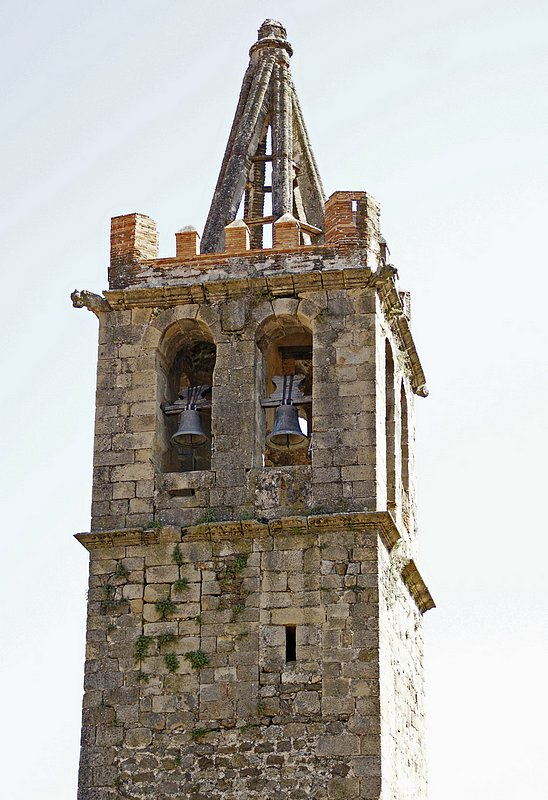
Torre de la iglesia.

La iglesia parroquial del Salvador reúne todos los elementos característicos del templo propio de la comarca de la Vera si bien, sus dimensiones corresponden a un núcleo de tipo medio con una población que oscilaba en la época en que se construyó, 1532, en torno a los 300 vecinos. Su planta es rectangular, con ábside poligonal, y presenta en el muro de la epístola diversas construcciones adosadas. La torre se encuentra exenta, separada del templo, distante de éste unos 10 metros.
El templo está construido, casi en su totalidad, con piedra de mampostería y sólo utiliza la sillería en los contrafuertes del ábside, esquinas y en la cornisa de aquel. Sus muros son de gran simplicidad y pesadez, carentes de labores ornamentales.
La portada septentrional se cierra con arco apuntado y lleva pórtico de protección sostenido por dos columnas de granito terminadas en capiteles con volutas y dos pilares de cemento, fruto de una desafortunada reforma. En el muro aparecen las correspondientes ménsulas donde asientan las vigas transversales con idéntica forma a los capiteles citados, pudiéndose pensar que se trate de piezas reutilizadas.
La portada de los pies, más avanzada, se cierra con arco de medio punto con marcadas impostas acanaladas, cuya clave aparece labrada con una especie de escudo en el que puede distinguirse una cruz. Al igual que la anterior, cuenta con un pórtico de protección sustentado por columnas graníticas. Sobre ella se localizan dos de los escasos vanos con los que cuenta el templo: una ventana adintelada, enmarcada en sillería y un pequeño óculo.
Por el lado de la Epístola no existe portada ya que ésta se eliminó con la construcción de la actual capilla bautismal, de tal modo que el arco apuntado que forma parte de la misma sirve de acceso a dicha capilla.
Al interior nos encontramos con un espacio, muy amplio dividido, en tres naves de cuatro tramos separadas por seis pilares graníticos, muy estilizados, de sección elipsoidal y con basas góticas. Sobre dichos pilares carga directamente una interesante cubierta de par y nudillo con tirantas, en una de las cuales se lee la fecha de 1840.
El coro se alza a los pies sobre un arco carpanel central y dos laterales de medio punto que apoyan en los pilares del último tramo de la nave. Dicho coro se prolonga por medio de dos voladizos hacia el siguiente tramo de las naves. Tales voladizos se apoyan sobre pilastras adosadas a los pilares de la nave que se rematan en capiteles renacentistas con volutas sobre los que descansan ménsulas rematadas también en volutas con decoración de rosetas en su frente.
A la Capilla Mayor se accede a través de un arco triunfal, ricamente labrado con basas y finos baquetones, culminados en diminutos capiteles y de los que arranca el amplio arco de medio punto, moldurado, de principios del siglo XVI. Esta Capilla es la pieza más valiosa y la mejor iluminada del conjunto. De planta pentagonal con tramo recto, la capilla está cubierta con bóvedas de crucería independientes. El primer tramo presenta un dibujo romboidal, único en la comarca, mientras el fondo del ábside ordena sus nervaduras en forma estrellada.
Ambos espacios llevan claves, con blasones sin labrar, y sus nervios apoyan en ménsulas que transmiten sus empujes a seis estribos exteriores de cantería, muy robustos. La clave central de la crucería del ábside aparece oculta por la figura del Padre Eterno del retablo aunque todavía puede adivinarse que estaría labrada, siendo visibles las borlas episcopales y lo que parece un jaqueado. Estos elementos podrían referirse a los obispos placentinos, Gutiérrez Álvarez de Toledo (1496-1506) o Gómez de Toledo y Solís (1508-1521), su sobrino, que pudieron intervenir económicamente en la construcción de templo.
Tres pequeñas estancias, que se adosan al muro del mediodía, completan la planta del templo:
La sacristía, que es una pieza estrecha y alargada, se divide en dos cuerpos. Al primer cuerpo se accede desde la Capilla Mayor. Éste probablemente sea la sacristía primitiva, edificada a fines del siglo XV, dada la presencia de una pequeña ventana con arco conopial que se abre en el muro sur. Y desde esta estancia se accede a la sacristía actual, cubierta por una bóveda de lunetos, añadida en el siglo XVII o XVIII.
El baptisterio se encuentra a continuación, a la altura del centro de la nave de la Epístola. Es un diminuto recinto con puerta de acceso cerrada, con arco apuntado, muy semejante a la de la fachada norte y que, como ya hemos comentado, constituiría el acceso al templo por el mediodía.
Por último, la Capilla de Luis Prieto se configura como una pequeña construcción cuadrada, ejecutada enteramente en sillería a diferencia del resto del templo, y cubierta con bóveda de crucería cuatripartita con clave central. Esta Capilla se levantó, en el año 1602, como sede de las Capellanías dotadas por el clérigo Luis Prieto, según reza la siguiente inscripción situada en el muro occidental:

Esta capilla/hizo y doto lvis/prieto clérigo/presbiterio de/xo en ella dos/capellanias/1602

En dicha clave se encuentra labrado el que fue emblema de Luís Prieto, que encontramos también tallado en la portada de su vivienda en la calle Real. Dicho emblema presenta las iniciales F, E y C, en alusión a la Fe, la Esperanza y la Caridad, junto con un cáliz y una mano que señala a la Caridad en el sentido de que esta virtud, siguiendo los escritos de San Agustín, está por encima de las restantes.
En dicha capilla localizamos además la lápida sepulcral de su patrocinador, Luis Prieto. En ella puede leerse:

AQUÍ YAZE LUIS PRIETO, CLERIGO FUNDADOR DE ESTA CAPILLA FALLECIO AÑO DE 16??

y aparece adornada con un navío en alusión a la profesión que ejerció éste antes de ser clérigo.
A cierta distancia de la iglesia se alza la torre parroquial sobre un gran peñasco de granito. Dicha construcción, que ha sido interpretada como una atalaya militar, habría sido construida a finales del siglo XIII. De hecho, los pequeños vanos que se abren en la construcción para iluminar la escalera interior han sido entendidas como saeteras.
Sin embargo, el cuerpo inferior de la torre parroquial no es sino el primitivo campanario del templo edificado a fines del siglo XV, cuyos huecos para las campanas fueron tapiados en el siglo XVI, aunque sus huellas pueden apreciarse en algunas de sus cuatro caras. Poco después se alzaría el cuerpo superior, enteramente de sillería granítica y con seis ventanas de medio punto para las campanas. El volumen presenta cornisa, gárgolas y remata en un chapitel piramidal hueco, construido con generatrices de ladrillo, ligeramente curvos, que podrían estar en la misma línea que la curiosas chimeneas del palacio. La presencia en la enjuta de los dos vanos del muro septentrional de la torre del que parece ser el escudo de los III Condes de Osorno parece indicar su aportación financiera a las obras de ampliación de la torre, siendo este escudo además el que nos permite datar las obras.
En el interior del segundo cuerpo puede leerse la siguiente inscripción:

SE HIZO A COSTA DE LA VILLA DE PASARON. AÑO DE 1806 SIENDO ALCALDE DE DICHA VILLA EUGENIO SEVILLANO Y MIGUEL MUÑOZ CAVALLERO REGIDORES MATIS SANCHEZ ALBALA Y MANUEL MUÑOZ CABALLERO Y PROCURADOR ANTONIO LUENGO YNIGO.

Desconocemos a qué obras se refiere la inscripción, si bien la inscripción pudiera referirse a la ejecución del remate en chapitel de la torre.

## Cronología
En cuanto al proceso constructivo, no existen noticias documentales. Por sus rasgos estilísticos, la iglesia debió ser levantada en su conjunto entre finales del siglo XV y la primera mitad del siglo XVI. Sin duda, el templo presenta una profunda unidad estilística que nos lleva a pensar en una construcción sin interrupciones durante el citado período.
De finales del siglo XV y principios del XVI es la Capilla Mayor, de estructura completamente gótica, con bóveda de crucería estrellada y nervaduras que descansan en ménsulas. También gótico es el arco triunfal tan rico en molduras. Esta cronología concuerda con el obispado de Gómez de Solís (1508-1521) cuyo escudo parece adornar la clave central de la bóveda. De esta época data también la primera sacristía, como nos indica el arco conopial en el que se abre su ventana.
A continuación, se ejecutarían los elementos de apoyo de la nave que, a medida que avanzamos hacia los pies, nos llevan de los modelos góticos a elementos decorativos de inspiración renacentista como son los capiteles jónicos de las pilastras o las rosetas de las zapatas de apoyo del coro que pueden situarse ya dentro del segundo cuarto del siglo XVI. Lo mismo ocurre con las portadas, que van desde el arco apuntado de la portada norte al medio punto de los pies.
Entre 1525 y 1550, podemos situar el cuerpo superior de la torre, obra de concepción renacentista muy clara en la forma de los vanos para las campanas. Esta cronología viene reforzada por la existencia del posible escudo de los III condes de Osorno, que pudieron colaborar en la financiación de las obras.
Durante los siglos posteriores, se enriqueció la planta del templo con nuevas construcciones. A principios del siglo XVII, en 1602, se levantó la pequeña capilla de Luís Prieto mientras que, a fines del mismo siglo, se debió construir la sacristía actual, pues la bóveda de lunetos que utiliza en su cubierta se empezó a emplear en la comarca a partir de la segunda mitad del siglo XVII. También debió reformarse entonces la fachada occidental pues en ella se abre una ventana adintelada.
Es de suponer que se sucedieran diversas intervenciones a lo largo de los siglos XVII y XVIII en la cubierta de madera y tejados del recinto, pues posiblemente la cornisa de ladrillo que corona los muros de la nave provenga de una intervención que sustituye la original de sillares de granito como la del ábside. Por último, ya en el siglo XX, se ha reconstruido la portada septentrional y su pórtico. En 1998, se llevó a cabo la ejecución del almenado en ladrillo de la torre.

## Estado de conservación
En líneas generales, el estado de conservación es bueno, sin que se aprecien daños de consideración que afecten al templo.

## Bienes muebles

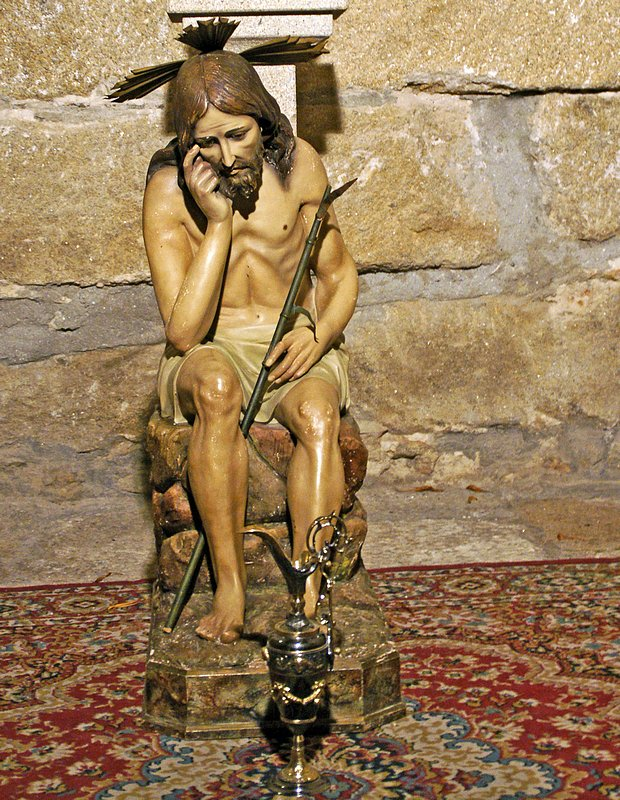
Cristo sentado o pensante de la iglesia de Pasarón de la Vera.

### Capilla mayor
Retablo mayor
Parte el retablo de un sotabanco de cantería y se estructura en banco de elevadas proporciones, cuerpo único de tres calles separadas por columnas corintias y remate en forma de bóveda de media naranja, con lo que sigue el modelo tipificado a fines del siglo XVII por José de Churriguera en el convento salmantino de San Esteban. Como corresponde al más genuino estilo barroco, los elementos decorativos inundan todas las estructuras a base de carnosas formas vegetalistas, elementos geométricos tales como las ces, entelados, guirnaldas, festones, veneras y motivos por cuya ductilidad curvilínea podemos considerarlos como prerrocallas. Se trata por tanto de un derroche de inventiva e imaginación propio de mediados del siglo XVIII.
Al centro del banco se sitúa el sagrario, concebido a manera de templete, soportado por estípites, que apoyan en ménsulas muy elaboradas, cuyo frente tiene un relieve con la imposición de la casulla a San Ildefonso. El cuerpo único del retablo se compone a partir de cuatro colosales columnas de basa ática, fuste estriado y capital corintio de enormes volutas.
La disposición lateral de los soportes extremos y su combinación con la vista frontales de los centrales contribuye a dotar de movimiento al conjunto. El ático es de cascarón y está dividido en tres sectores por medio de los nervios que lo circundan: el sector central se dedica a la Paloma de Espíritu Santo mientras que, en lo alto, está la efigie del Padre Eterno, representado de medio cuerpo bendiciendo con la mano derecha mientras, en la izquierda, porta la bola del mundo.
La iconografía del retablo destaca por la rareza del tema de la Transfiguración del Señor en el monte Tabor. Se trata de un grupo escultórico formado por seis tallas en cuyo centro figura la imagen de Jesús mientras que, a su derecha, el Profeta Elías sostiene un libro abierto donde leemos “TIME TE DEUM SEMEN EST VERBUN DEI GESOU” y, a su izquierda, Moisés porta las Tablas de la Ley con la inscripción “QUIS SICUT DEUZ PREZEPTA
LEXIX DEI SUM DEZEM, PRIMO AMARE DEUM”. El primer término de la composición lo ocupan las imágenes de Santiago el Mayor, su hermano Juan y San Pedro, que despiertan sobresaltados por la aparición a la que asisten mientras los envuelve la nube que rodea a Jesús y a sus acompañantes. En los nichos laterales se sitúan las imágenes de San Antonio de Padua y San Francisco Javier.
El retablo alberga además el conocido como hueso de San Cosundo, un fémur de uno de los diez mil mártires de Roma. En su relicario, localizado en una de las hornacinas del banco puede leerse: “ESTA ES UNA CANILLA DE UNO DE LOS XV MARTIRES. FUE TRAIDA DE ROMA POR FRANCISCO DE MONFOR”.
El retablo fue contratado, en 1757, al tallista y escultor de Pasarón, Manuel Álvarez Benavides, si bien, el grupo escultórico de la Transfiguración es obra del placentino Antonio González Barañaga. La policromía corrió a cargo de Alonso Recuero Rodríguez.
Púlpito y tornavoz
Púlpito de hierro forjado de finales del siglo XVII o comienzos del siglo XVIII. Tornavoz de madera dorada y policromada con la Paloma de Espíritu Santo y rematado por un grupo de querubines de bulto. siglo XVIII.

### Lado del Evangelio
Retablo colateral
Retablo de estilo barroco, fechable hacia 1740. Tiene banco, un cuerpo con una calle y ático. Dos columnas salomónicas flanquean los estípites que, en un plano avanzando, enmarcan la hornacina central con la imagen de la Virgen del Rosario del siglo XVIII. Por su parte, el ático recibe una imagen de San Blas, también del siglo XVIII. El retablo destaca por su rica y abundante decoración vegetalista y de cabezas de ángeles.
Frontal de azulejos del siglo XVI
El altar del retablo cuenta con un frontal de azulejería talaverana datable a finales del siglo XVI. Una decoración geométrica con azulejos de clavos intercalados con ferronies, que enmarcan grandes cuadrados con rosetas insertas, encuadra el panel central con la representación de un Calvario. Destaca su rica policromía en la que, junto al azul, se emplean tonos blancos, amarillos, verdes y marrones.

### Lado de la Epístola
Retablo colateral
Retablo de estilo barroco (siglo XVIII). Muy parecido al anterior, si bien, con mayor presencia de la columna salomónica, también en dos planos de profundidad, frente al estípite. Presenta en sus dos hornacinas una imagen de la Virgen Dolorosa y un santo, posiblemente franciscano, de carácter popular del siglo XVII.
Frontal de azulejos
De nuevo, el altar del retablo cuenta con un frontal de azulejería con idéntica decoración que el de la nave del Evangelio que enmarca en este caso una Virgen con Niño.
Crucificado
La pieza, que puede fecharse a finales del siglo XIV, es una imagen, de buena calidad, de cristo crucificado sobre cruz de gajoz. Aparece muerto, con la cabeza caída hacia su lado derecho, rostro barbado y gruesa corona de espinas de la que mana abundante sangre, al igual que de las heridas de las manos y del costado. Presenta un largo perizoma que le llega hasta las rodillas.
La imagen se encuentra en una hornacina cuyo fondo está decorado con una pintura, bastante deteriorada, que representa a la Jerusalén Celeste enmarcada por una orla de carácter vegetal que sirve a su vez para albergar los elementos de la Pasión de Cristo entre los que vemos la lanza y la caña con la esponja, la fusta y la columna, la escalera o los dados de los soldados.

### Capilla bautismal
Pila
Pila de cantería decorada con amplios gallones, datable del siglo XVI.

### Sacristías
- Cristo Crucificado: Talla de buena calidad del Cristo Crucificado, fechable en el siglo XV. Aparece muerto, con tres clavos y corto perizoma y torso ensangrentado. Tiene los brazos articulados.
- Virgen con Niño: Imagen del siglo XVI, de carácter popular, de la Virgen en pie con el Niño en su brazo izquierdo mientras que le ofrece un fruto con su mano derecha.
- Cristo Salvador: Imagen bastante popular, del siglo XVII, del titular del templo que aparece de pie en actitud de bendecir. La imagen se encuentra bastante repintada.
- Niño Jesús: Imagen del Niño Jesús desnudo de pie, sin pelo (siglo XVIII).
- Niño Jesús: Imagen del Niño Jesús desnudo con bola del mundo (siglo XVII).
- Custodia: Custodia de bronce dorado con aplicaciones en plata en su color y pedrería. Cuenta con macolla central en forma de Ave Fénix que sirve de base a un ostentorio de tipo sol de rayor alternantes y ondulados, rematado por la figura del Cristo Resucitado. La pieza puede fecharse a comienzos del siglo XVIII.
- Cáliz: Cáliz de plata sobredorada de marcado estilo purista, está marcado por el contraste madrileño Juan Muñoz entre 1695 y 1710.
- Cáliz: Cáliz de plata sobredorada, liso, sin decoración y sin marcas (siglo XVIII).
- Cáliz: Cáliz de plata, que puede datarse a finales del siglo XVII. Su base aparece decorada con racimos de uvas y con cartelas ovoides con la efigie de Cristo. El astil presenta algunos engarces de pedrería mientras que la copa aparece también dividida en medallones circulares delimitados por motivos vegetales y enmarcados por grandes ces. En su interior aparecen escenas del Vía Crucis. Se remata la copa con la siguiente inscripción: “EX DEBOTE, JOANNIS MORENO BOTE”.
- Cruz procesional: Cruz de plata de buena factura, fechada en 1711. La Cruz cuenta con un abultado nudo cincelado con motivos barrocos a base de ces, óvalos y vegetales que se extienden también por el árbol. En su frente, se dibuja un Cristo crucificado mientras que en su reverso no aparece nada. Está marcada con contraste madrileño y los nombres de Pedro de Parraga y Alonso Puga.
- Conjunto de ropas litúrgicas: La sacristía alberga una relevante colección de ropas litúrgicas, procedentes muy posiblemente del Monasterio de Yuste y que debieron ser elaborados en los afamados talleres que los jerónimos tenían en Guadalupe. Todas ellas pueden situarse a fines del siglo XVI o comienzos del XVII. Entre ellas hay que citar una capa pluvial, con una figura de Cristo Salvador; una casulla de terciopelo rojo con efigies de los apóstoles y dos paños de hombros, uno de ellos con representación de caballeros moros y cristianos.
- Órgano: Órgano de madera sin policromar con caja de estructura muy sencilla que remata en frontón. Los escasos detalles decorativos se reducen a las esquinas superiores de la tubería y a los remates del frontón. De finales del siglo XVIII, la pieza conserva una inscripción referida a una de sus reparaciones: “NICOLAS DE BERNARDI E HIJOS ITALIANOS CONSTRUCTORES DE ORGANOS. SE RENOVO ESTE ORGANO SIENDO CURA DON JUAN BEJARANO GARCIA. DICIEMBRE DE 1896”.
- Inmaculada: Imagen del siglo XVIII, de la Inmaculada en estilo muy popular, ejecutada en madera policromada.